# Calamia virens
Calamia virens là một loài bướm đêm trong họ Noctuidae.